# Planchonia andamanica
Planchonia andamanica är en tvåhjärtbladig växtart som beskrevs av George King. Planchonia andamanica ingår i släktet Planchonia och familjen Lecythidaceae. Inga underarter finns listade i Catalogue of Life.